# Arquitectura renacentista de Zaragoza

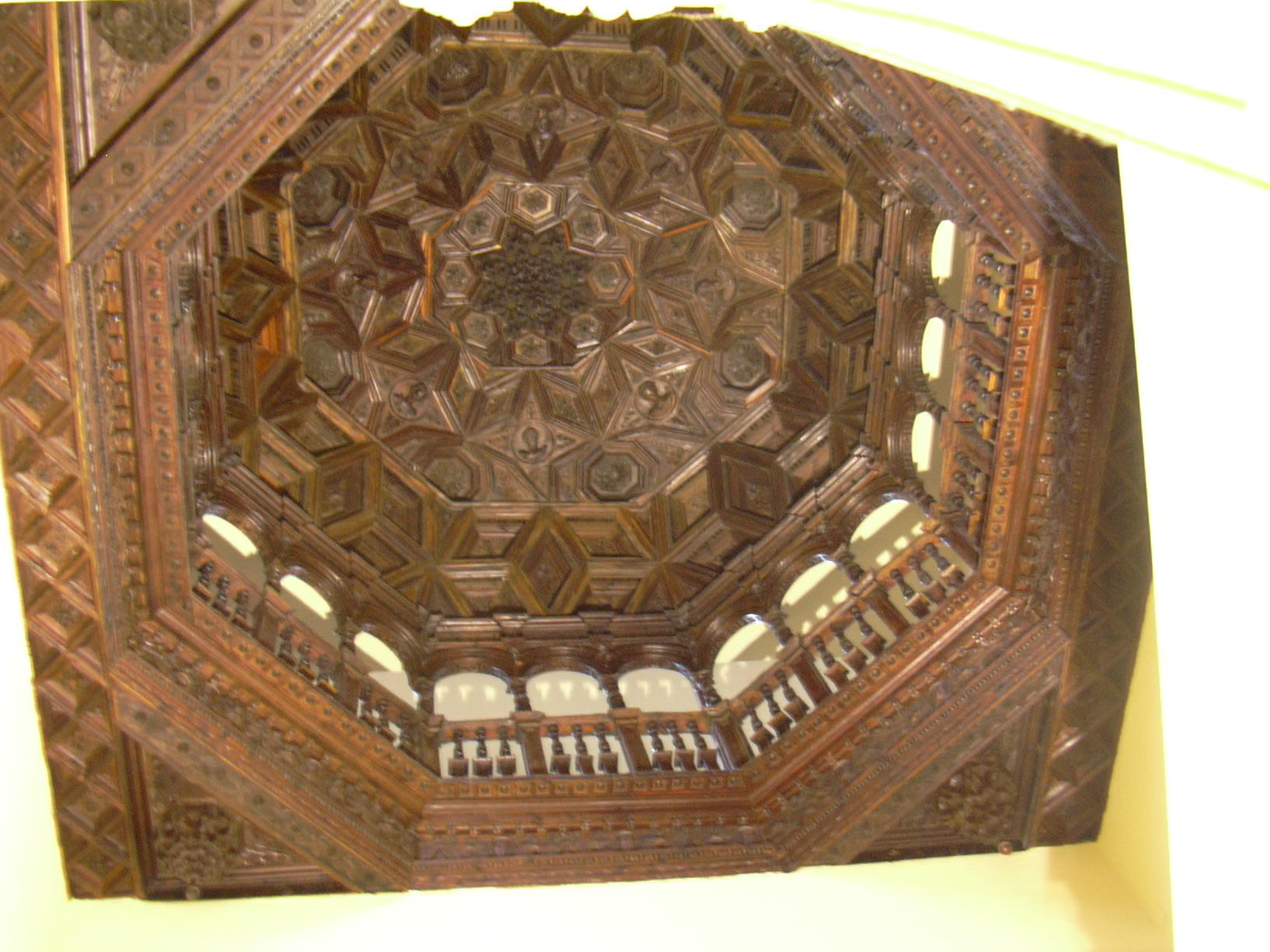
Techumbre mudéjar con elementos renacentistas en la Casa de Miguel Donlope

La Zaragoza del siglo xvi era una ciudad rica, apodada La Harta, dedicada al comercio y la industria, cuyo número de habitantes superaba los 25.000. Esta riqueza se ve reflejada en los edificios de la época: la Lonja, la derribada Aduana y los palacios ciudadanos, que daban una muestra del poder y el dinero de sus dueños, nobles y comerciantes. De los 200 palacios que se calcula que hubo en la ciudad, solo han quedado un puñado, pero permiten hacerse una idea del aspecto de la Zaragoza renacentista. La mayoría de edificios se concentraba en la calle del Coso, el Mercado, la orilla del Ebro y las calles Mayor y Manifestación. Gaspar de Barreiros, un viajero portugués que estuvo en Zaragoza en 1542 comenta:

«...tiene las mejores casas de España, salvo Barcelona, que las tiene tan buenas, pero no mejores... [la calle del Coso es] la más hermosa que sea posible, comparable a la [del Corso] de Roma, de muy amplia anchura y muy seguida en línea recta».

La arquitectura renacentista aragonesa adopta los elementos clásicos del Renacimiento italiano, pero no rechaza los elementos anteriores góticos y mudéjares, resultando una mezcla característica. Ejemplo es la techumbre de la caja de la escalera en la Casa de Miguel Donlope, en la que se mezclan una estructura claramente mudéjar con medallones de estilo renacentista italiano.
Las casas-palacio se caracterizan por tener tres pisos, fachada de ladrillo o a veces de piedra, con portón de arco de medio punto y amplios ventanales en el segundo piso. Característicos son también el alero saliente o rafe tallado en madera que protege a un mirador o galería de arquillos. En el interior, a través del portón y el zaguán, se entra a un patio interior o luna, a cielo abierto, con columnas que sostienen una galería en el piso superior. En el primer piso se encuentra la zona de servicios: cocina, lavandería, habitaciones de los criados y mozos, etc. Subiendo la escalera se llega al segundo piso, la planta noble, que tenía una gran sala con balcones al exterior en el que los señores de la casa recibían a las visitas y celebraban sus fiestas. Además en este piso se encontraban los dormitorios de los dueños y a veces una capilla, además de otras salas. El último piso, la falsa, se empleaba como desván o simplemente para airear la casa a través de la galería.

## La Lonja
- Plaza del Pilar

La Lonja, construida como lonja de mercaderes entre los años 1541 y 1551 por orden de don Hernando de Aragón, es el mejor exponente de la arquitectura civil del Renacimiento en Aragón. El autor del proyecto fue el maestro de obras de la ciudad, Juan de Sariñena
A destacar en el exterior el alero y la galería de arquillos adornada con bustos polícromos. Resulta interesante la decoración exterior con medallones de yeso policromado que representan caras. El interior está formado por un gran salón con techumbre de bóvedas de crucería en estrella soportado por columnas anilladas.
Actualmente se emplea como sala de exposiciones del ayuntamiento.
- Wikimedia Commons alberga una galería multimedia sobre la Lonja de Zaragoza.

## La Torre Nueva
- Se encontraba en la plaza de San Felipe

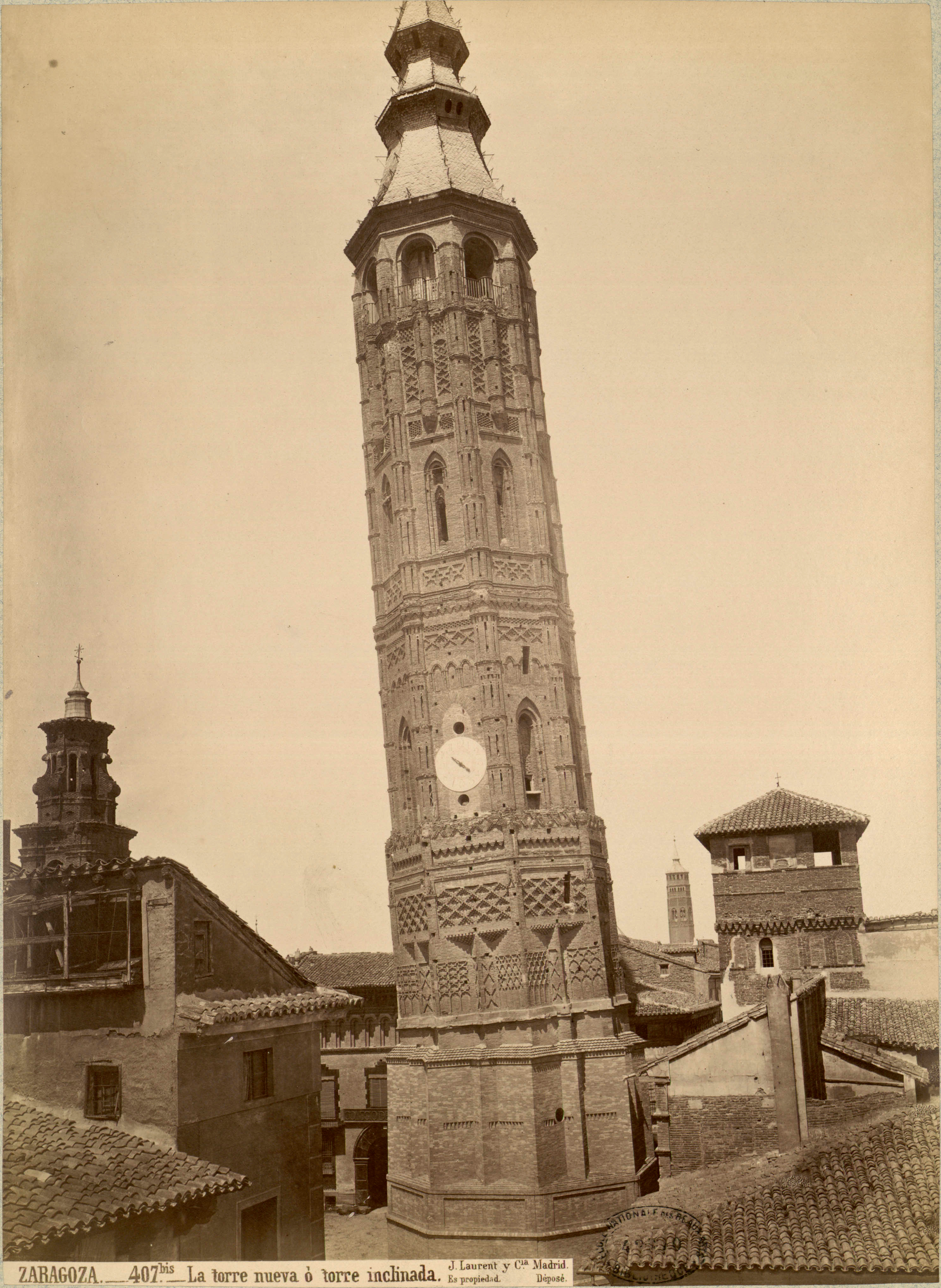
Torre Nueva. Fotografía de J. Laurent.

La Torre Nueva fue el primer edificio construido en la ciudad durante el siglo xvi. De 1504 a 1512, el Concejo mandó construir una torre para albergar el reloj —construido por el leridano Jaime Ferrer— y las campanas que regulaban el pulso de la ciudad. Las campanas fueron colocadas en 1508.
La torre fue realizada en ladrillo en estilo mudéjar interviniendo en la obra maestros cristianos (Gabriel Gombao y Antón Sariñena) y mudéjares (Juce Galí, Ismael Allabar y el maestro Monferriz). De cuatro alturas, la primera tenía forma de estrella de 16 puntas y las siguientes eran octogonales con ventanales de arco apuntado. El remate fue añadido en el siglo xviii y finalizado con un vistoso chapitel. De forma característica, el ladrillo formaba dibujos que estaban rellenados con azulejos. La torre estaba inclinada desde poco tiempo después de su construcción, posiblemente debido al poco tiempo que se empleó para realizar el basamento y el primer cuerpo: la parte sur de la torre fraguó más rápidamente que la parte norte, produciéndose una diferencia en las tensiones de ambos lados que inclinaría la torre. Se intentó poner remedio reforzando el basamento, pero la inclinación se mantuvo.
A partir del siglo xvi, la torre se convierte en símbolo de la ciudad. Durante los Sitios (1808-1809) la torre se empleó para vigilar los movimientos de las tropas francesas.
En 1892 el ayuntamiento decidió demoler la torre, justificando la decisión con la inclinación y la probable ruina de la obra. La decisión, calificada de caciquil, tuvo la oposición de muchos intelectuales y de parte de la población, pero los esfuerzos por salvarla fueron en vano.
Durante los años noventa se construyó un monumento en el lugar en el que había estado la torre, pero se decidió eliminarlo. Actualmente solo hay una marca en el suelo indicando la situación.
- Wikimedia Commons alberga una categoría multimedia sobre Torre Nueva.

## Palacio de los Condes de Morata. Palacio de los Luna
- Coso n° 1

El Palacio de los Condes de Morata de Jalón, marqueses de Villaverde, condes de Argillo, también llamado Palacio de los Luna, es una casa palacio renacentista del siglo xvi construida por orden de don Pedro Martínez de Luna, primer Conde de Morata y Virrey de Aragón. El edificio fue diseñado por el arquitecto Martín Gaztelu, que comenzó la construcción en 1551 con ayuda de los canteros Juan de Albistur y Juan de Amezcueta. Las piedras del zócalo provienen de la muralla romana.
A destacar la portada, un arco de medio punto flanqueado por estatuas de gigantes que representan a Hércules (dcha.) y Teseo (izq.), talladas por Guillaume Brimbez en 1552. El friso muestra una escena de triunfo de César, flanqueado a la derecha por amorcillos y un vaso de la virtud y a la izquierda por dos faunos. Sobre el tímpano hay una representación de Helios con Aurora y la Luna.
El palacio posee un enorme patio central, de cuatro columnas centrales por lado además de una en cada esquina. La parte superior, formada por una galería cerrada por columnas, presenta medallones con escudos y bustos en su parte exterior.
Es la sede de la Audiencia de Zaragoza, actualmente sede del Tribunal Superior de Justicia de Aragón.
En referencia a la ubicación de este edificio se numeran las calles de Zaragoza, con los pares a la derecha y los impares a la izquierda.
- Wikimedia Commons alberga una categoría multimedia sobre Palacio de los Luna.

## Casa palacio de los condes de Sástago
- Coso, 44

Palacio renacentista construido entre 1570 y 1574 por don Artal de Aragón, tercer conde de Sástago y virrey de Aragón. El palacio, que se encontraba en la calle más bella y espaciosa de la ciudad en el siglo xvi, fue encargado al arquitecto Lope Cacho. Básicamente un palacio renacentista, introduce elementos nuevos en el diseño traídos por nuevas modas.
La portada fue reformada durante el barroco al gusto de la época. En el interior solo se conserva el aspecto original del gran patio central, uno de los más grandes que se han conservado, cubierto en la actualidad, ya que el edificio fue reformado en diversas ocasiones. Sirvió de alojamiento a Felipe II y Fernando VII (en 1814) en sus visitas a la ciudad.
Actualmente es empleado como sala de exposiciones de la Diputación Provincial de Zaragoza, tras una restauración que obtuvo el premio Europa Nostra.

## Casa palacio de los Torrero
- San Voto, 7

Es una de las casas palacio más antiguas de la ciudad, ya que fue mandada construir hacia 1500 por Miguel Torrero. Gran parte del edificio se ha conservado en su aspecto original: arco de entrada, fachada con miradores y alero, luna (patio interior) con elementos mudéjares y góticos y salas y cámaras adyacentes.
En la actualidad y tras una restauración, es la sede del Colegio de Arquitectos de Aragón. En la luna y las salas adyacentes se realizan a menudo exposiciones abiertas al público.

## Casa palacio de los marqueses de Montemuzo
- Calle Santiago, 34

Edificio de finales del siglo xvi, ha sido restaurado recientemente. La típica fisonomía renacentista aragonesa ha sido ampliada en uno de los lados de la fachada con una parte moderna. 
En el interior se conserva la luna de dos pisos con columnas jónicas anilladas y, en el piso superior, relieves en las enjutas de los arquillos de medio punto. Estos relieves señalan que el edificio es tardío dentro de las construcciones renacentistas.
En la actualidad alberga la hemeroteca, archivo y biblioteca, además del centro de documentación municipal.

## Casa llamada de Armijo
- Don Juan de Aragón, 7

Construida en el siglo xvi, ha sido restaurada recientemente para convertirse en la sede del Justicia de Aragón el 20 de diciembre de 1995, coincidiendo con la celebración del 404 aniversario de la ejecución de Juan V de Lanuza.
Edificio de planta cuadrada irregular con una luna central característica. Fachada de ladrillo, con refuerzos de piedra en la esquina. Tres balcones permiten la salida desde la planta noble.
La entrada al edificio es a través de un arco de medio punto al zaguán. La luna tiene dos pisos, de los que el inferior está formado por cuatro columnas de 6,5 m de altura, con los títpicos collarines, fuste estriado y capitel jónico. La parte superior, la planta noble, está formada por una galería cerrada por arcos dobles de medio punto que descansan en columnillas en el centro. El edificio posee un sótano dónde se reproduce la estructura del patio de cuatro columnas y una bóveda rebajada que soporta el suelo del patio.

## Palacio de Huarte–Azara
- Dormer, 6 y 8

El Palacio de Azara, también llamado Palacio de Huarte o Huarte-Azara, es un palacio de transición entre el renacimiento y el gótico del primer o segundo decenio del siglo xvi. La entrada, por un arco de medio punto, se hace a través del zaguán a la luna de dos pisos. La parte inferior de la luna tiene cuatro columnas jónicas y la planta noble, la segunda, está cerrada por arcos mixtilíneos y columnas góticas de fuste lobulado.
El exterior apenas conserva su aspecto original. Fue hospital durante los Sitios.
El nombre actual lo debe a Mariano Frías, Marqués de Huarte, propietario del edificio a comienzos del siglo xx. En la actualidad es la sede del Archivo Histórico Provincial de Zaragoza.

## Casa Mercadal, llamada también Palacio Argensola
- Calle Argensola, 2

Se trata de un edificio señorial ubicado en las proximidades de la catedral de San Salvador de Zaragoza (España), construido en el siglo xvi como residencia de la familia Albión. A mediados del siglo xix pasó a la familia Mercadal, —con raíces en la antigua comunidad histórica de Daroca, en el suroeste de la provincia de Zaragoza—, sufriendo importantes reformas posteriores.
En dicho edificio nació el 5 de abril de 1896 el arquitecto y urbanista Fernando García Mercadal. Una placa descubierta por el Ayuntamiento de Zaragoza en su fachada recuerda la efeméride. Se da la circunstancia de que la rehabilitación integral de la casa-palacio dirigida por el arquitecto Fernando Aguerri Martínez mereció en 1990 el prestigioso Premio de Arquitectura «Fernando García Mercadal», que concede anualmente el Colegio de Arquitectos de Aragón.
La casa-palacio consta de sótano y tres plantas, más doble ático. En la planta baja se abre el acceso, en arco de medio punto, que conduce a un pequeño y hermoso patio articulado por cuatro columnas jónicas, del cual parte la escalera que desemboca en un paseador que comunica con los diferentes espacios de la planta noble y con el patio de servicio. En esta planta principal se extiende un amplio salón, destinado en origen a los bailes y reuniones sociales que ofrecían sus propietarios, cubierto con una magnífica techumbre de madera decorada.
La estructura exterior original, que había quedado bastante enmascarada por las reformas posteriores, se ha recuperado cuidadosamente en las obras de restauración y rehabilitación. Está realizada en ladrillo a cara vista. El piso inferior presenta ingreso en arco de medio punto y ventanales adintelados, la segunda una serie de balcones y la tercera la habitual galería de arquillos de medio punto doblados bajo un alero, que evoca formas renacentistas a través de una perfilería metálica.

## Casa de Miguel Donlope. Real Maestranza
- Dormer, 21

Palacio renacentista, actualmente es la sede de la Real Maestranza de Caballería de Zaragoza. Situada en la calle Dormer, detrás mismo de la catedral, es uno de los palacios renacentistas aragoneses mejor conservados.
Construida por orden de Don Miguel Donlope en la tercera y cuarta década del siglo xvi, el edificio se terminó en 1542 aunque las obras de decoración continuaron posteriormente. Miguel Donlope, que provenía de una familia de judíos conversos originarios de Montmesa (Huesca), ejerció durante algún tiempo el cargo de abogado de la ciudad de Zaragoza, con lo que se convirtió en uno de los personajes más importantes de la ciudad.
Su arquitectura es típica del renacimiento aragonés: acceso en arco de medio punto, tres pisos, galería de arquillos en el último piso, alero de madera y luna. En el interior hay que destacar las techumbres de madera que mezclan elementos renacentistas y mudéjares.
- Wikimedia Commons alberga una categoría multimedia sobre Casa de Miguel Donlope.

## Casa de los Morlanes
- Plaza de San Carlos, 4

De este edificio, es desconocido tanto su propietario inicial, como el arquitecto, ya que parece poco probable que los Morlanes, una familia de famosos escultores, fueran los propietarios. Se sabe que se terminó la construcción en 1555 por una inscripción en la fachada. 
Del conjunto inicial solo se conserva la fachada, que resulta típica de una casa palacio renacentista. La única excepción son los ventanales, flanqueados por estípites, sobre los que se encuentran frisos historiados con temas del mundo romano y de la historia de Israel.
En la actualidad es propiedad del Ayuntamiento de Zaragoza y alberga los Servicios Sociales Comuntarios y Especializados, el Servicio de Juventud y la Filmoteca de Zaragoza.
- Wikimedia Commons alberga una categoría multimedia sobre Casa de los Morlanes.

## Fachada de la iglesia basílica de Santa Engracia
- Plaza de Santa Engracia

Del conjunto inicial del Real Monasterio de Santa Engracia desgraciadamente solo se ha conservado la portada, que es de la primera mitad del siglo xvi.
El Monasterio Jerónimo de Santa Engracia fue fundado por Juan II de Aragón, padre de Fernando el Católico, en agradecimiento por la cura de unas cataratas. Padre, hijo y biznieto, Carlos I de España, construyeron un magnífico conjunto monástico en estilo mudéjar renacentista sobre una iglesia subterránea, que desde el siglo iv albergaba el Santuario de las Santas Masas, donde se conservaban los restos de Santa Engracia y otros 18 mártires de los siglos iii y iv. Las joyas del monasterio eran el Claustro Grande (imagen de la izquierda), el mayor de los dos que poseía, y la portada, que se ha conservado. Del esplendor del monasterios da cuenta Jerónimo Zurita, que habla de una biblioteca que en el siglo xvi tenía 2.000 libros.
El monasterio fue volado por las tropas francesas durante los Sitios de Zaragoza la noche del 13 al 14 de agosto de 1808. La portada sufrió grandes daños y el resto del edificio fue reducido a ruinas. Lo poco que se hubiera podido conservar fue derruido en 1836 por las autoridades de la época.
La portada fue creada entre 1512 y 1515 por Gil Morlanes El Viejo y terminada por Gil Morlanes El Joven y fue restaurada por el escultor Carlos Palao, que completó y sustituyó algunas figuras, con la construcción del nuevo templo a finales del siglo xix. Es una portada renacentista en forma de retablo adornada con medallones y esculturas de diversos personajes y santos. Cuatro hornacinas a los lados de la puerta representan los padres de la Iglesia occidental. Las hornacinas superiores contienen la Virgen de las Santas Masas flanqueada por los Reyes Católicos, promotores de la construcción.
El retablo actual es del siglo xix y fue realizado por los escultores barceloneses José Llimona y Eusebio Arnau.
- Wikimedia Commons alberga una categoría multimedia sobre Iglesia basílica de Santa Engracia.

## Patio de la Infanta

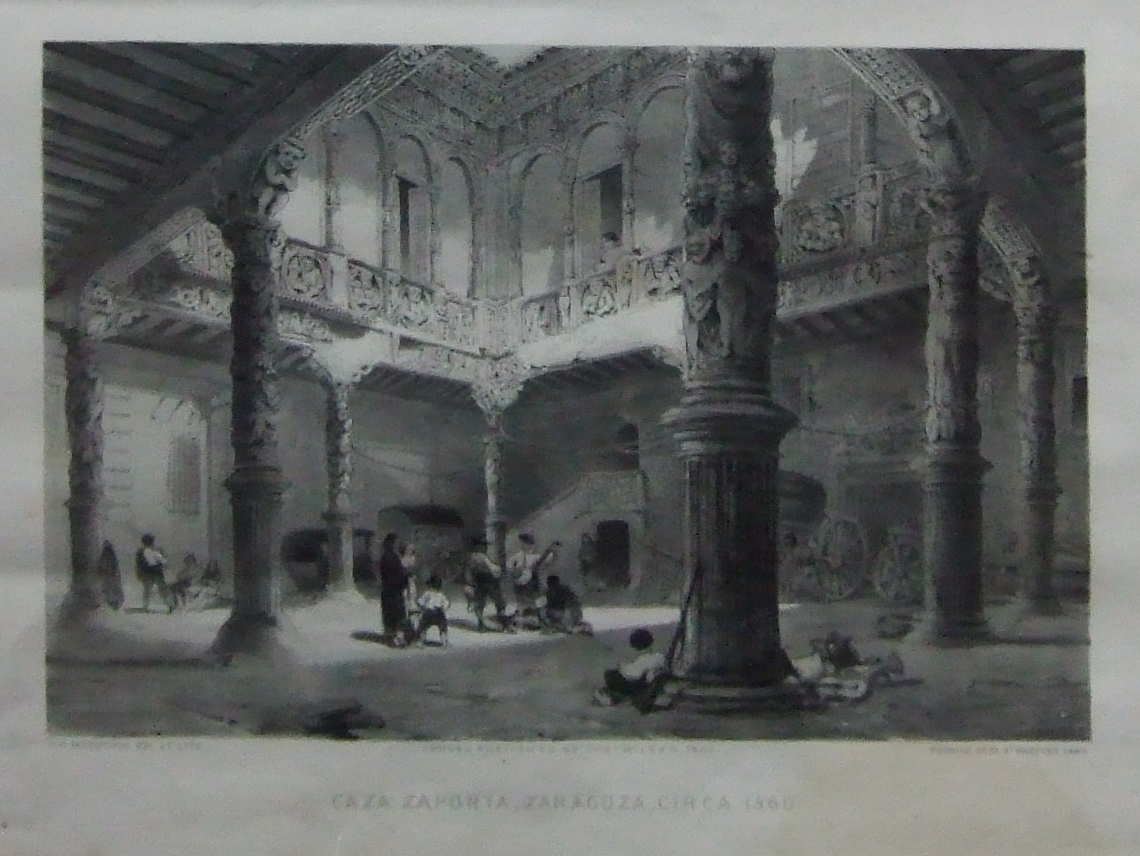
El Patio de la Infanta en un grabado de 1850.

- San Ignacio de Loyola, 16 (dentro del edificio de Ibercaja)

La historia de este patio del siglo xvi es bastante complicada. Creado para la casa-palacio del banquero y comerciante Gabriel Zaporta, prestatario de Carlos V de origen judío, que se encontraba entre las calles San Jorge, San Andrés y Zaporta. Tras varios incendios, se derriba el palacio en 1903, pero se salvan la portada y el patio, que fueron adquiridos por un anticuario parisino, permaneciendo en París unos 50 años. En 1957 Ibercaja compra el patio y en 1980 lo instala dentro de su central, un edificio moderno situado en la plaza Basilio Paraíso. En la actualidad se emplea como sala de exposiciones.
El Patio de la Infanta, de estructura típicamente aragonesa, dos pisos, galería superior soportada por columnas anilladas, se distingue de otros similares por su profusa decoración de grifos, amorcillos, etc. Además presenta medallones con bustos de personajes importantes como Carlomagno, Carlos I de España, Felipe II de España, Fernando el Católico y el mismo Zaporta.
El nombre proviene de la Infanta María Teresa de Vallabriga, esposa del infante Luis Antonio de Borbón, hermano del rey Carlos III de España, que ya viuda, regresa a Zaragoza para vivir a partir de 1785 en el Palacio de Gabriel Zaporta.

## Casa Aguilar. Casa de los Pardo. Museo Camón Aznar
- Espoz y Mina, 23

Casa palacio renacentista construida por el maestro de postas de correo del emperador Diego Aguilar entre 1550 y 1570 siguiendo el ejemplo del palacio Zaporta. 
El exterior es típico del palacio renacentista, aunque los arquillos del mirador de la falsa son conopiales con alero goticista y la puerta de entrada es en dintel y no en arco de medio punto. En el interior, en el centro del edificio, la luna, muy decorada al gusto plateresco, aunque más sobria que el Patio de la Infanta; de dos alturas, la galería superior está cerrada por columnas toscanas y arcos de medio punto. El resto del edificio ha sido reformado, por lo que no se reconoce la estructura original.
En la actualidad aloja el Museo e Instituto Camón Aznar, que expone la importante colección privada de pintura del siglo xv al xx del historiador de arte Camón Aznar. Además expone de forma permanente las cuatro grandes series de grabados de Goya: Los caprichos, Los desastres de la guerra, La tauromaquia y Los disparates.

## Casa de Francisco Sanz de Cortés. Palacio de los Condes de Argillo. Museo Pablo Gargallo
- Plaza de San Felipe

Casa palacio construida entre 1659 y 1661, de estilo aragonés. Uno de los nombres proviene de los Condes de Argillo, familia que tuvo la propiedad en el siglo xix.
Declarado Monumento Nacional en 1943.
Actualmente alberga el Museo Pablo Gargallo, con una exposición permanente del artista que incluye esculturas, dibujos, grabados y cartones, con los que a modo de patrón realizaba algunas de sus esculturas. Además tiene salas para exposiciones temporales.
- Wikimedia Commons alberga una categoría multimedia sobre Museo Pablo Gargallo.

## Casa Armas
- Las Armas, 32

Casa palacio datada a finales del siglo xv por diversos elementos artísticos. Al igual que otras casas palacio, presenta tres plantas, fachada de ladrillo y miradores al exterior. La entrada se hace por un arco de medio punto a un patio antiguo con influencias árabes. El interior también conserva algunas techumbres mudéjares y una portada que se ha relacionado con otras de La Aljafería.

## Cimborrio de la Seo
- Plaza del Pilar

El actual cimborrio de la Seo fue edificado entre 1505 y 1520, habiendo existido dos antiguos monumentos en su lugar, ambos caídos en la ruina. Las obras fueron convocadas por el arzobispo Alonso de Aragón y llevadas a cabo por Juan de Sisuaro Botero.
Es una fusión del estilo mudéjar con el gótico, añadiendo además ornato renacentista. Hecho en planta rectangular y octagonal, ambas plantas se unen a través de trompas. Los muros del cimborrio están repletos de ventanas y hornacinas con estatuas. Las nervaduras, pieza fundamental en el cimborrio, forman una estrella de ocho puntas y permiten que se alce una linterna. A pesar de haber sido edificado tras la Reconquista, está llena de estilo musulmán y probablemente esté inspirado en la Mezquita de Córdoba.